# Luana Persíncula
Luana Persíncula (Colonia del Sacramento, 18 d'octubre de 2001), també coneguda com a Luana, és una cantant uruguaiana.
Fill de Soraya Andino i Óscar Persíncula, va néixer a la ciutat de Colonia del Sacramento, Colonia, Uruguai. Des de petita va començar a notar-se el seu interès per la música i va començar a cantar als cors de la seva escola i en una església, acompanyada dels seus pares. Més endavant va participar en festivals de folklore a l'interior del país.
Va començar la seva carrera l'any 2018 amb la publicació de covers de les cançons «A ella» de Karol G, i «Oncemil», de Abel Pintos, sota la signatura de Jasa Music.
El seu primer senzill inèdit va ser «Amarte no se olvida» (Estimar-te no s'oblida).
Compartio escenaris i col·laboracions amb el músic uruguaià Felipe Rubini, Lucas Sugo, entre d'altres.

## Premis
- 2021, Premi Graffiti, tema de l'any: «Mi primer amor».

## Televisió
- 2020, MasterChef Celebrity Uruguay

## Senzills
- 2018, A ella
- 2018, Oncemil
- 2018, Amarte no se olvida
- 2018, Lo siento
- 2019, Mi primer amor
- 2019, Ocean
- 2019, Regreses tú
- 2019, Soltarte
- 2020, La pregunta
- 2020, A chillar a otra parte
- 2020, Inocente
- 2020, No te enamores de mí
- 2021, Mi primer amor. Montevideo Music Sessions
- 2021, No me remplaces
- 2021, Amigue. Remix
- 2022, Andate
- 2022, Sola y suelta